# Cordislândia
Cordislândia is een gemeente in de Braziliaanse deelstaat Minas Gerais. De gemeente telt 3.743 inwoners (schatting 2009).

## Aangrenzende gemeenten
De gemeente grenst aan Elói Mendes, Machado, Monsenhor Paulo, Paraguaçu, São Gonçalo do Sapucaí en Turvolândia.